# Anubis (rostlina)
Anubis (Anubias) je rod rostlin z čeledi árónovité. Jsou to vlhkomilné a vodní byliny s tuhými listy a palicovitým květenstvím s toulcem. Plodem je zelená bobule. Rod zahrnuje 8 druhů a je rozšířen výhradně v rovníkové Africe. Nejblíže příbuzným rodem je Montrichardia, pocházející z tropické Ameriky. Některé druhy anubisů jsou pěstovány jako ceněné akvarijní rostliny.

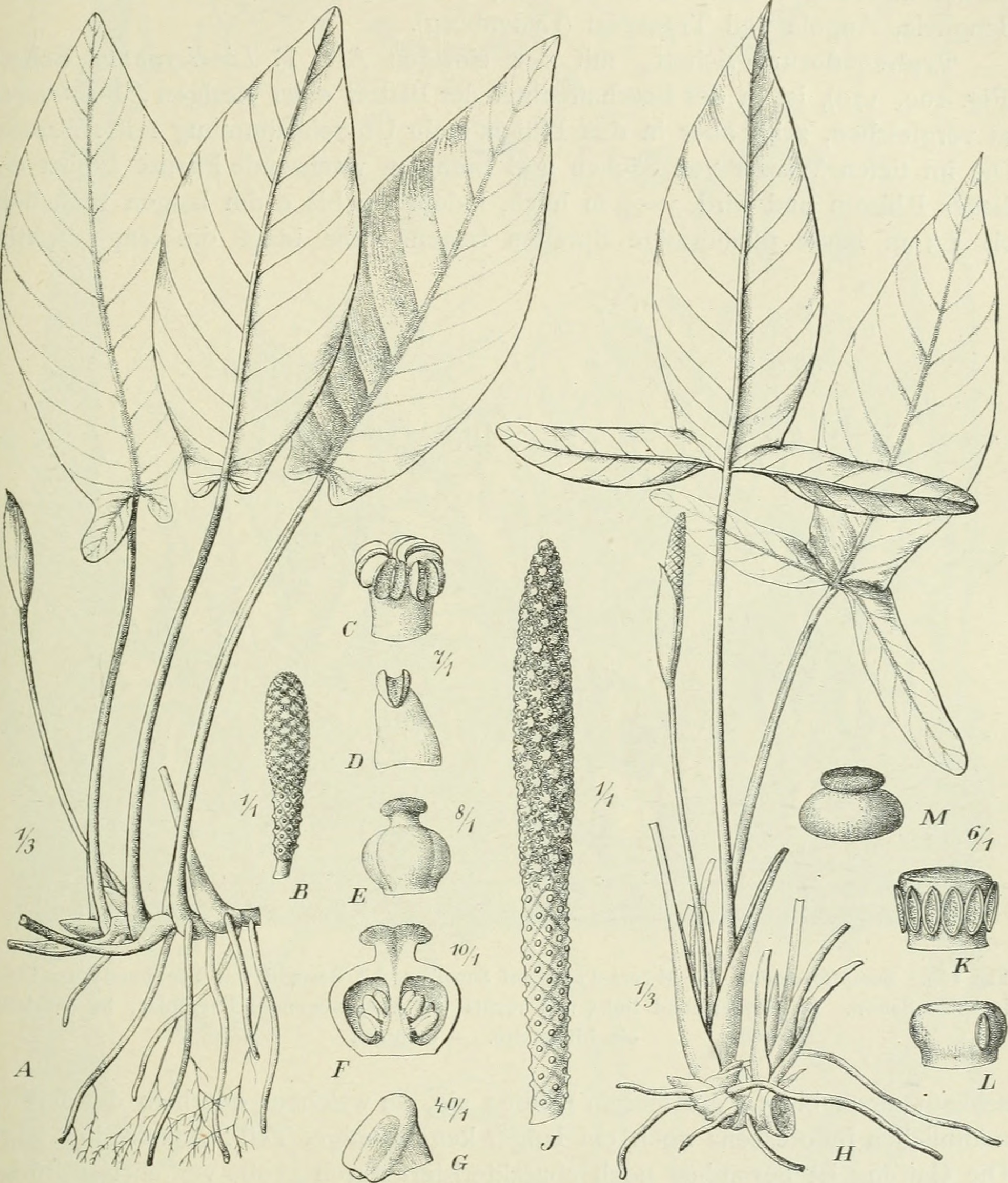
Kresba Anubias hastifolia

## Popis
Anubisy jsou vytrvalé byliny s tlustým plazivým oddenkem. Nejmohutnější druhy dorůstají výšky až 1 metr. Listy jsou většinou kožovité, řapíkaté, kopinaté, vejčité, eliptické, trojúhelníkovité až téměř střelovité, případně téměř srdčité, hrálovité nebo až trojlaločné. Žilnatina je zpeřená, sekundární žilnatina je souběžná s primárními postranními žilkami.
Květenství vyrůstají v sympodiu po 1 až 3 a jsou tvořená palicí s toulcem.
Toulec je většinou zelený až smetanový, někdy červeně žíhaný, na vnitřní straně světlejší, vejčitý až elipticky vejčitý, nezaškrcený, jen málo diferencovaný na trubku a čepel.
Palice je válcovitá, přisedlá nebo stopkatá, zóna samičích květů přechází do zóny samčích květů, někdy je mezi nimi tenká zóna sterilních květů.
Květy jsou jednopohlavné a bezobalné. V samčích květech je 3 až 8 tyčinek srostlých do synandria.
Semeník samičích květů obsahuje 2 až 3 komůrky s mnoha vajíčky.
Plodem jsou světle až sytě zelené, zploštěle kulovité až vejcovité bobule obsahující mnoho drobných semen.

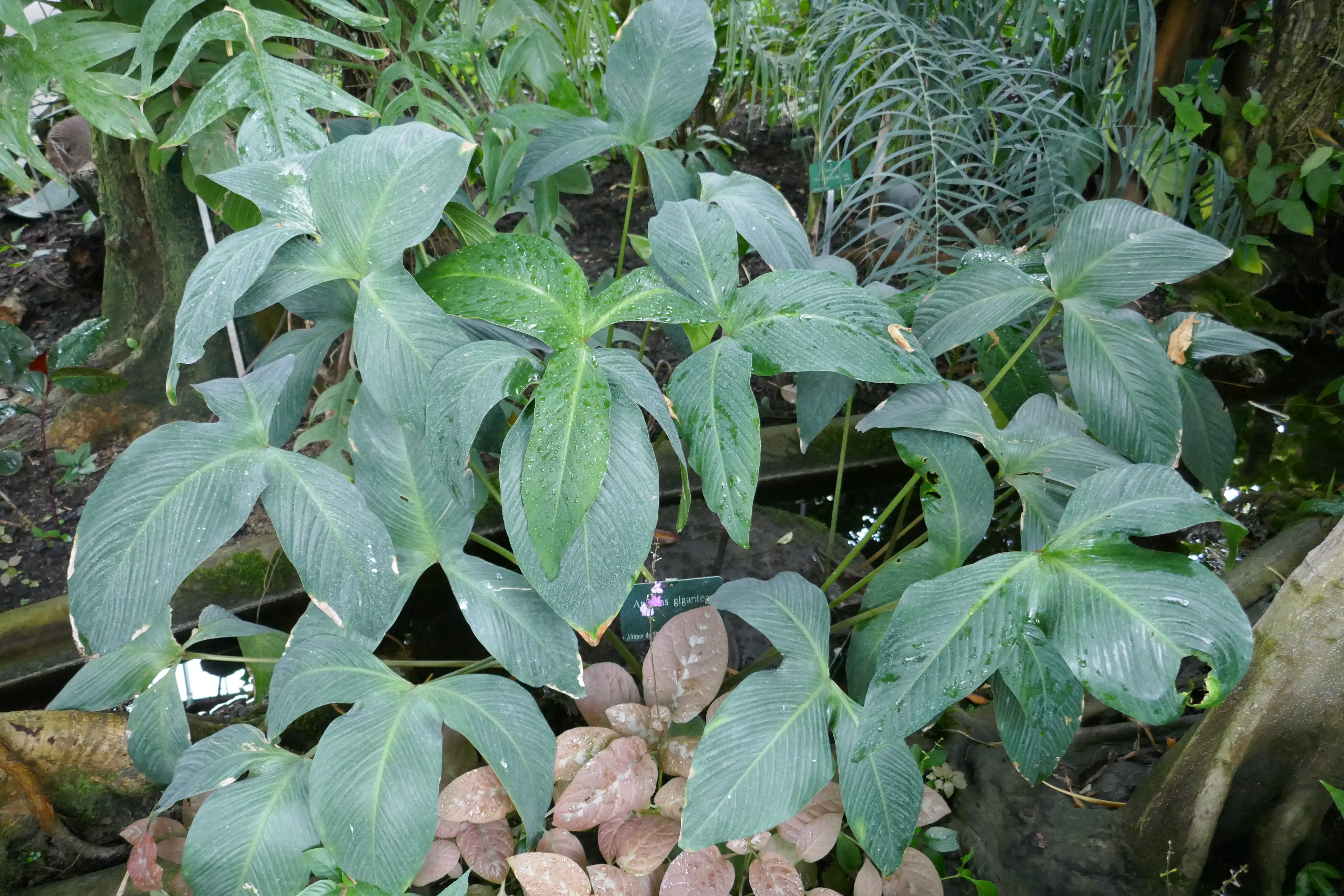
Anubias gigantea
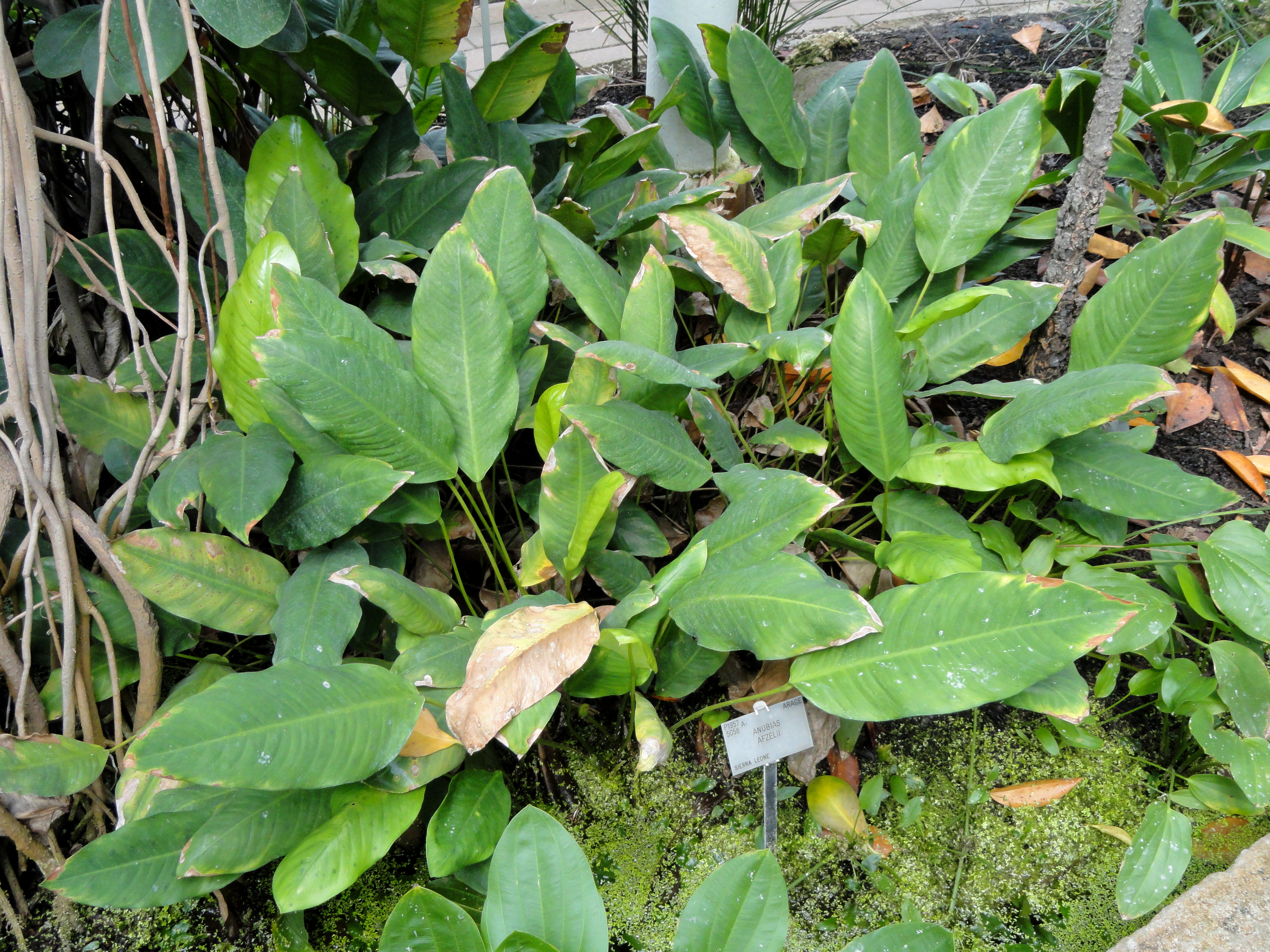
Anubis Afzelův
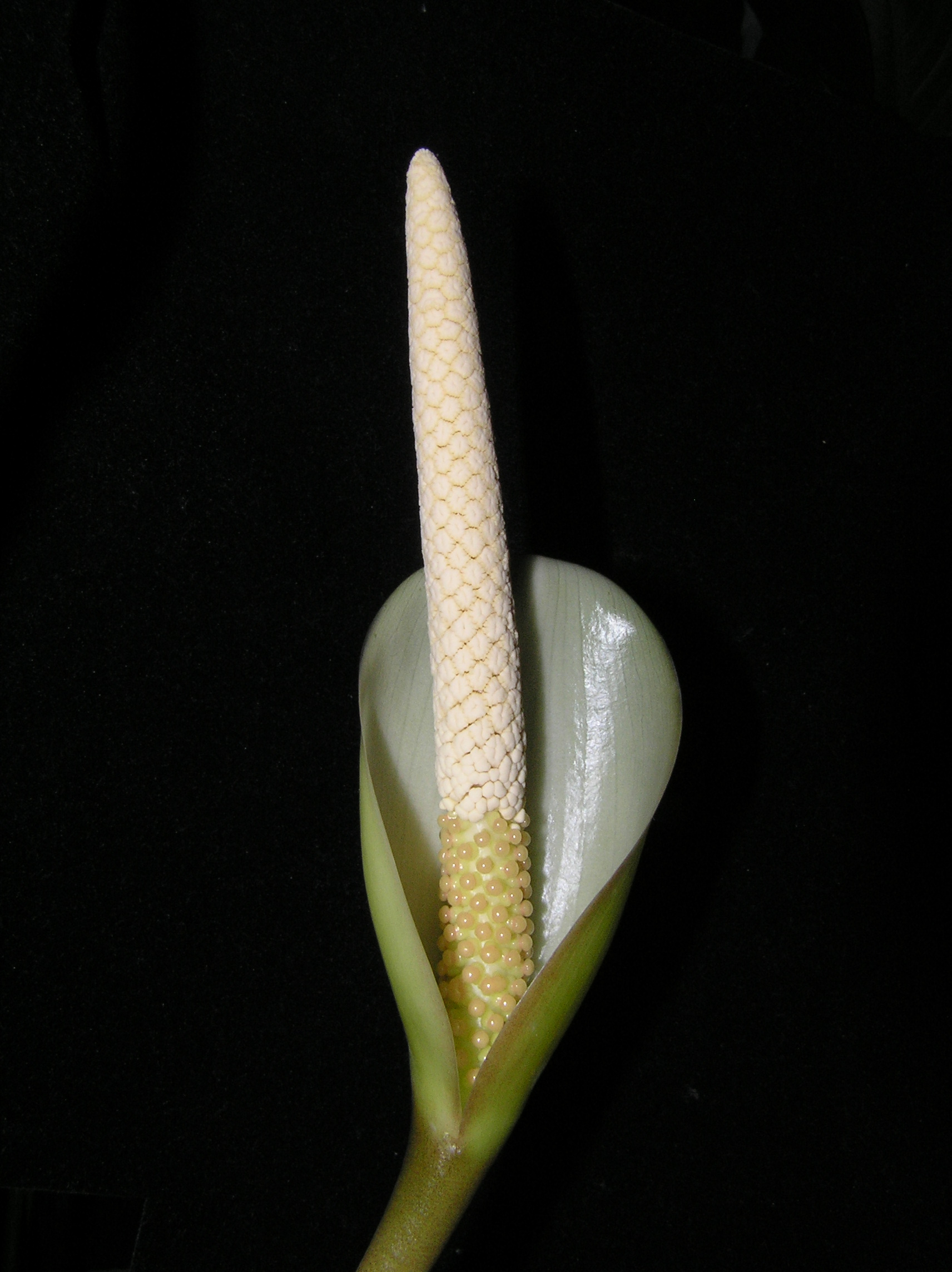
Květenství anubisu

## Rozšíření
Do rodu anubis je řazeno celkem 8 druhů. Je rozšířen v zemích tropické západní a střední Afriky od Senegalu po Dem. rep. Kongo a na jih po Angolu. Nejvíce druhů se vyskytuje v poměrně úzkém pásu podél pobřeží Guinejského zálivu.
Největší areál rozšíření má anubis Barterův, který je rozšířen od Guiney po Kongo. Nejjižněji (do Angoly) zasahuje anubis konžský.
Anubisy se vyskytují zpravidla na vlhkých místech na březích vodních toků v zástinu tropického lesa. V období dešťů se v záplavových oblastech ocitají na část roku pod vodní hladinou. Řidčeji rostou jako celoročně ponořené vodní byliny (např. anubis Barterův a anubis Afzelův). Oddenek může být zanořen v písčitém dně či bahně, případně spočívat na skalnatém podloží nebo i na odumřelém dřevě. Některé druhy (celkem 3) rostou v proudící vodě jako rheofyty.

## Ekologické interakce
Květy anubisů jsou opylovány hmyzem, zejména brouky z čeledí vrubounovití a lesknáčkovití. Některé druhy jsou schopny samoopylení.

## Taxonomie
Rod Anubias je v rámci čeledi Araceae řazen do podčeledi Aroideae a tribu Anubiadeae. Je to jediný rod tohoto tribu. Sesterskou větví je podle výsledků molekulárních studií tribus Montrichardieae, který rovněž zahrnuje jediný rod (Montrichardia), rozšířený v tropické Americe. Oba tyto klady tvoří společně bazální větev podčeledi Aroideae. Taxonomická revize rodu Anubias byla vydána v roce 1979. Druh Anubias barteri je morfologicky značně variabilní. Bylo popsáno celkem 5 variet, které mají velmi odlišný tvar i velikost listů. Některé druhy anubisů lze od sebe spolehlivě odlišit jen na základě znaků na generativních orgánech. V kultuře však kvetou poměrně zřídka.

## Zástupci
- anubis Afzelův (Anubias afzelii)
- anubis Barterův (Anubias barteri)
- anubis Barterův zakrslý (Anubias barteri var. nana, syn. A. nana, A. lanceolata)
- anubis konžský (Anubias heterophylla, syn. A. congensis)[4]

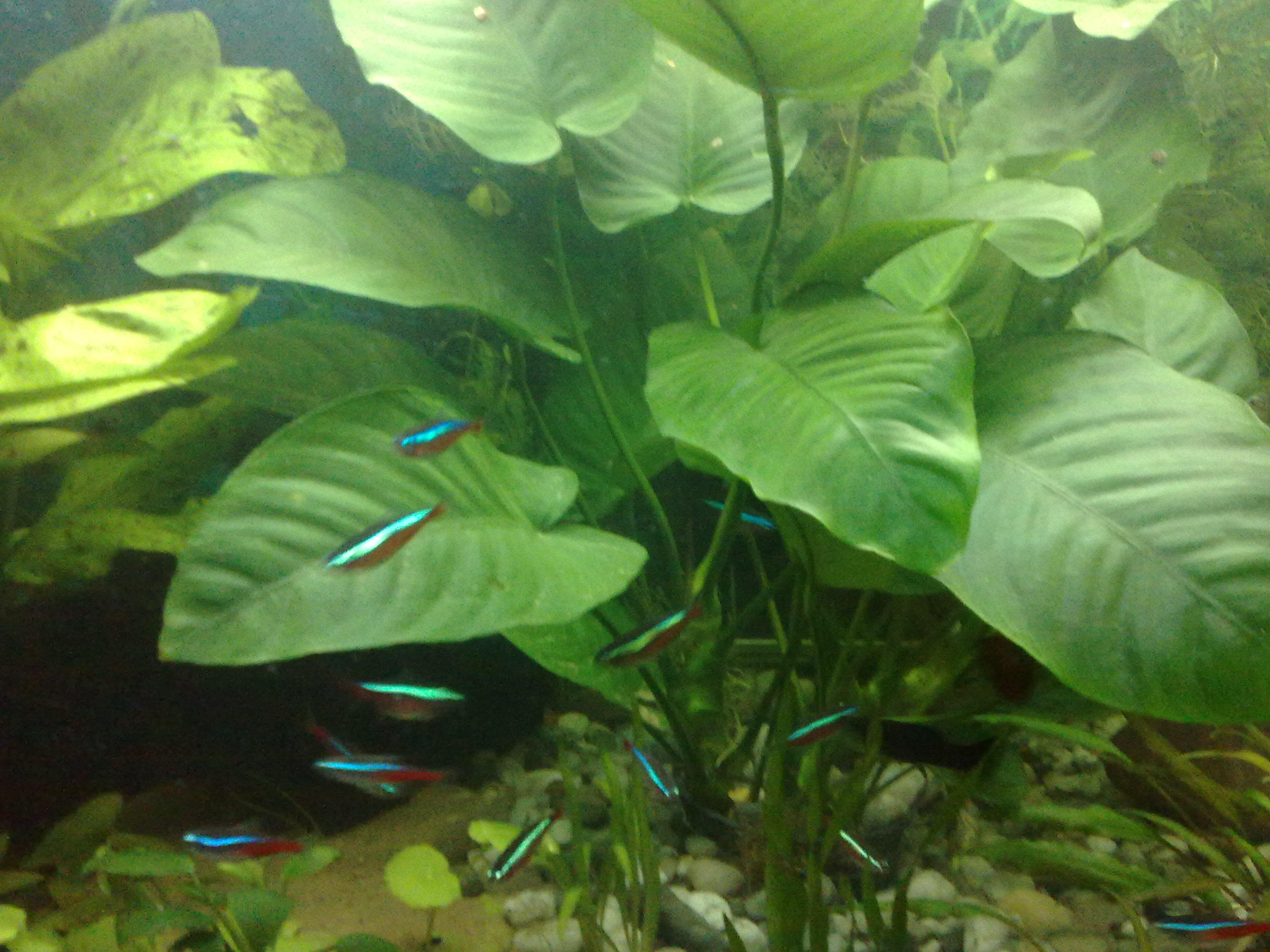
Anubis Barterův, var. caladiifolia

## Význam
Anubisy jsou pěstovány jako dekorativní a ceněné akvarijní rostliny. Poměrně často je pěstován anubis Barterův, a to zejména jeho drobnější varieta anubis Barterův zakrslý (Anubias barteri var. nana), dorůstající výšky jen okolo 10 cm.

## Pěstování
Anubisy jsou velmi vlhkomilné rostliny, vyžadující ke zdárnému růstu mimo vodní prostředí trvale vlhkou půdu, vysokou vzdušnou vlhkost, teploty nad 22 °C a rozptýlené světlo. Lze je pěstovat jako akvarijní rostliny trvale pod vodou. Vyhovuje jim lehce kyselá voda a středně výživné dno s dosti vysokou vrstvou písku. Některé druhy vyžadují umístění oddenku nad povrchem substrátu. Množí se oddenkovými řízky. Vzhledem k tomu, že oddenek dorůstá dosti pomalu, je množení značně zdlouhavé.

## Přehled pěstovaných druhů a forem
- Anubias afzelii Schott
- Anubias barteri Schott
  - Anubias barteri 'Coffeefolia'
  - Anubias barteri 'Striped'
  - Anubias barteri 'Tetraploid'
  - Anubias barteri var. angustifolia (Engl.) Crusio
  - Anubias barteri var. barteri
    - Anubias barteri var. barteri 'Gabriel's Compact'
    - Anubias barteri var. barteri f. maculata

  - Anubias barteri var. caladiifolia Engl.
  - Anubias barteri var. glabra N.E.Br.
  - Anubias barteri var. nana (Engl.) Crusio
    - Anubias barteri var. nana 'Bonsai'
    - Anubias barteri var. nana 'Marble'
    - Anubias barteri var. nana 'Mini'
    - Anubias barteri var. nana 'Yellow Heart'
- Anubias gigantea A.Chev. ex Hutch.
- Anubias gilletii De Wild. & T.Durand
- Anubias gracilis A.Chev. ex Hutch.
- Anubias hastifolia Engl.
- Anubias heterophylla Engl. (syn. A. congensis N.E.Br., A. congensis var. crassispadix Engl., A. affinis De Wild., A. engleri De Wild., A. bequaerti De Wild., A. undulata hort.)
  - Anubias heterophylla 'Variegated'
- Anubias pynaertii De Wild.[9]